# Rosy
Rosy – wieś w Polsce położona w województwie lubelskim, w powiecie łukowskim, w gminie Stoczek Łukowski.
| SIMC    | Nazwa   | Rodzaj     |
| ------- | ------- | ---------- |
| 0691530 | Kuropac | część wsi  |
| 0691553 | Mirek   | przysiółek |

W 1660 roku wieś wchodziła w skład starostwa Latowicz. 
W latach 1975–1998 miejscowość administracyjnie należała do województwa siedleckiego.
Wieś stanowi sołectwo w gminie Stoczek Łukowski. Według Narodowego Spisu Powszechnego z roku 2011 wieś liczyła 205 mieszkańców.
Wierni Kościoła rzymskokatolickiego należą do parafii Wniebowzięcia Najświętszej Maryi Panny w Stoczku Łukowskim.